# Robert de Waurin
Robert de Waurin, cavaliere, signore di Saint-Venant (... – 1360), è stato un militare francese, maresciallo di Francia dal 1344.

## Biografia
Servì nelle Fiandre con Miles de Noyers nel 1325.
Combatté nel 1343 con Charles de Montmorency al seguito del duca di Normandia in Bretagna, in soccorso di Vannes assediata da Edoardo III d'Inghilterra; quindi in Guienna.
Ricevette la dignità di maresciallo nel novembre 1344 alla morte di Mathieu de Trie.
Comandò nel 1345 l'armata francese dello stesso duca di Normandia, avendo parte alla presa di Miremont, Villefranche-du-Queyran, Angoulême, Damazan, Tonneins, Port-Sainte-Marie.
Fu presente con 27 scudieri della sua compagnia a Compiègne, il 12 ottobre 1346, all'appello di Filippo VI per l'adunata dell'esercito, di cui ebbe il comando.
Partecipò all'assedio di Aiguillon, e alla battaglia di Crécy al comando dell'avanguardia dell'esercito francese.
Il re lo incaricò nel 1347 di andare ad esplorare il campo inglese che poneva l'assedio a Calais; in base al suo rapporto, secondo cui i trinceramenti inglesi erano inaccessibili, il re lo inviò ad sfidare Edoardo ad battaglia in campo aperto, ma il sovrano inglese rifiutò. L'esercito francese si ritirò e Calais si arrese il giorno successivo.
Lasciò la carica di maresciallo nel 1348, ma continuò a rendere preziosi servigi alla Corona, tanto da ricevere rendite e prebende nel 1353 e 1354.
Nel 1355 servì, con cinque cavalieri e 44 scudieri, sotto il maresciallo d'Audrehem ad Ardres, in Piccardia; nel 1359 nel Berry e nel Nivernais al fianco del capitano di ventura Arnaud de Cervole.
Morì nel 1360.